# Jan van Beveren
Jan van Beveren (Amsterdã, 5 de março de 1948 – Beaumont, 26 de junho de 2011) foi goleiro da seleção dos Países Baixos durante a década de 1970.

## Biografia
Considerado um dos maiores goleiros da história da Holanda, também era dono de uma personalidade contestadora, o que marcou sua carreira.
Era titular indiscutível da Seleção Holandesa que disputou as Eliminatórias para a Copa do Mundo de 1974. Contudo, atritos com Johan Cruijff levaram o técnico Rinus Michels a cortá-lo às vésperas do torneio. A falta de confiança do técnico nos dois reservas imediatos - Piet Schrijvers e Eddy Treijtel - levou Michels a convocar o veterano Jan Jongbloed, então com 33 anos.
Logo após a Copa, e principalmente com o afastamento de Cruijff da Seleção, teve novas oportunidades de jogar na Seleção, sendo apontado como o possível titular para a Copa do Mundo FIFA de 1978. Porém, o técnico Ernst Happel optou pela experiência de Jongbloed e Schrijvers (que haviam participado do time de 1974) e por Pim Doesburg.

Jogou apenas em um clube na Holanda, o PSV Eindhoven. Em 1978 jogou nos Estados Unidos, onde encerrou a carreira.